# Herb gminy Janowo
Herb gminy Janowo – jeden z symboli gminy Janowo.

## Wygląd i symbolika
Herb przedstawia na tarczy w niebieskim polu en face głowę Świętego Jana Chrzciciela umieszczoną na złotej (żółtej) misie. Karnacja twarzy srebrna (biała), rysunek oczu, nosa, ust, brody i wąsów – czarny. Oczy zamknięte. Powyżej świętego złoty napis „JANOWO”.